# Cimenná
Cimenná este o comună slovacă, aflată în districtul Bánovce nad Bebravou din regiunea Trenčín, pe malul râului Q13417923⁠(d). Localitatea se află la altitudinea de 271 m deasupra n.m., se întinde pe o suprafață de 3,6 km2 și în 2017 număra 95 de locuitori.

## Istoric
Localitatea Cimenná este atestată documentar din 1484.

## Demografie
| An:                | 1994 | 2004   | 2014    | 2024   |
| ------------------ | ---- | ------ | ------- | ------ |
| Număr de persoane: | 84   | 83     | 94      | 100    |
| Diferență:         |      | −1,19% | +13,25% | +6,38% |

| An:                | 2023 | 2024   |
| ------------------ | ---- | ------ |
| Număr de persoane: | 101  | 100    |
| Diferență:         |      | −0,99% |